# Africaleurodes fulakariensis
Africaleurodes fulakariensis là một loài côn trùng cánh nửa trong họ Aleyrodidae, phân họ Aleyrodinae.
Africaleurodes fulakariensis được Cohic miêu tả khoa học đầu tiên năm 1966.